# Русофобија
Русофобија (рус. русофобия) је појам који представља антируско расположење и деловање. То је друштвено-политичка појава за коју је карактеристична нетрпељивост (неретко и мржња) према Русима, руској култури и обичајима, руском језику и руској глобалној политици. Манифестације и разлози су многобројни, углавном политичке природе односно као последица историјске колонизације земаља у руском окружењу и присилне русификације.
Русофобија је, данас, посебно присутна у појединим руским републикама унутар Руске Федерације. Присутна је у значајној мери и у САД, Великој Британији, Пољској и неким државама бившег Совјетског Савеза. Посебно је истакнута у постсовјетским државама са великим руским мањинама које су те просторе населиле у склопу руско-совјетске колонизације. То се у првом реду односи на балтичке државе Литванију, Латвију, Естонију, Украјину и нешто мање Молдавију, као и поједине кавкаске државе попут Грузије. Русофобија је средином 20. века била присутна у Финској, Норвешкој, Чешкој, Мађарској и још неким европским државама.
Русофобија с друге стране има снажног опонента у русофилији, у оквиру које се оправдано и неоправдано пропагирају и величају руска историја, култура и остало. Такав је облик комуникације приметан у државама попут Србије, Црне Горе, Немачке, Италије и др. државама.

## Историја
Русофобија се први пут јавља у 16. и 17. веку у склопу ширења руске државе према источној Азији, када је наступила колонизација већег броја мањих евроазијских народа. Русофобија је изразито појачана колонизацијом неких источноевропских и северноевропских држава у 18., 19. и 20. веку.
Хладни рат, такође је снажно повећао нетрпељивост према Русима / Совјетима и руској / совјетској култури од стране САД и Велике Британије. За време постојања Совјетског Савеза овакав облик нетрпељивости називао се совјетофобија.
Данас је русофобија раширена углавном због глобалне политике и неразрешених историјско-политичких питања Русије са руским постсовјетским суседима. То се у првом реду односи на балтичке државе, Украјину, Пољску, те државе Кавказа и централне Азије. На глобалном нивоу русофобија се и даље изразито примећује у САД и Великој Британији.
Током руске инвазије на Украјину, део медијских и културних елита Србије је у јавности излазио са русофобичним ставовима, што је у супротности са ставом апсолутне већине грађана Србије. Према седам одвојених истраживања, 80% грађана Србије је било против увођења санкција Русији.

## Облици русофобије
- Активно ширење негативних или неистинитих информација о историји, политици и култури руског народа
- Активно ангажовање неруских држављана за ширење нетрпељивости према руској култури и друштву у Русији и свету
- Остали облици